# Diane Salinger
Pour les articles homonymes, voir Salinger.
Diane Salinger est une actrice américaine née à Wilmington (Delaware) en 1951.

## Filmographie

### Cinéma
- 1985 : Pee-Wee Big Adventure : Betty
- 1985 : Créature (Creature) : Melanie Bryce
- 1992 : Batman : Le Défi : Esther Cobblepot (la mère du pingouin)
- 1995 : Les Amants du nouveau monde (The Scarlet Letter) de Roland Joffé : Margaret Bellingham
- 2003-2005 : La Caravane de l'étrange : Apollonia
- 2016 : Pee-Wee's Big Holiday : Penny King

### Télévision
- 2003 : Charmed (saison 5 épisodes 1 et 2) : Néréide
- 2006 : How I Met Your Mother (Saison 1 épisode 17) : Dr Aurelia Birnholz-Vazquez

### Jeux vidéo
- 2011 : The Elder Scrolls V: Skyrim : des Orcs